# Tancua
Tancua è un comune francese soppresso e frazione del dipartimento del Giura nella regione della Borgogna-Franca Contea. È stato soppresso dal 1º gennaio 2007, a seguito della fusione con Morbier.